# A Mediterranean Odyssey
A Mediterranean Odyssey es una colección de dos discos de la cantante e instrumentalista canadiense Loreena McKennitt. El lanzamiento oficial se llevó a cabo el 20 de octubre de 2009.
La nueva producción cuenta con temas inéditos en directo extraídos de sus conciertos en el Tour Mediterráneo de 2009, además, el segundo disco contiene piezas de estudio de trabajos anteriores los cuales fueron nuevamente producidos y editados.

## Lista de temas
Todos los temas fueron escritos por McKennitt a excepción de los que han sido descritos con la autoría de otros personajes.
- CD 1: From Istanbul To Athens
  - 1.- The Gates Of Istanbul — 8:30 (McKennitt)
  - 2.- The Dark Night Of The Soul — 6:49 (San Juan de la Cruz/McKennitt)
  - 3.- Marco Polo — 4:36 (McKennitt)
  - 4.- Penelope's Song — 3:31 (McKennitt)
  - 5.- Sacred Shabbat — 3:13 (Tradicional/McKennitt)
  - 6.- Caravanserai — 5:53 (McKennitt)
  - 7.- Santiago — 6:08 (Tradicional/McKennitt)
  - 8.- Beneath A Phrygian Sky — 7:06 (McKennitt)
  - 9.- Tango To Evora — 5:01 (McKennitt)
  - 10.- Full Circle — 5:24 (McKennitt)

- CD 2: The Olive And The Cedar
  - 1.- The Mystic's Dream — 7:43 (McKennitt)
  - 2.- Tango To Evora — 4:10 (McKennitt)
  - 3.- The Gates Of Istanbul (Edit) — 4:03 (McKennitt)
  - 4.- Penelope's Song (Edit) — 3:55 (McKennitt)
  - 5.- Marco Polo (Edit) — 3:59 (McKennitt)
  - 6.- Marrakesh Night Market (Edit) — 4:09 (McKennitt)
  - 7.- Santiago (Edit) — 4:19 (Tradicional/McKennitt)
  - 8.- Caravanserai (Edit) — 3:53 (McKennitt)
  - 9.- The Dark Night Of The Soul — 4:03 (San Juan de la Cruz/McKennitt)
  - 10.- Sacred Shabbat — 4:00 (Tradicional/McKennitt)
  - 11.- The Mummers' Dance (Single Version Edit) — 3:33 (McKennitt)